# 车路河
车路河，位于中華人民共和國江苏省，是里下河水网的一条东西向骨干河道，西起兴化市卤汀河（昭阳镇），向东注入东台市串场河（丁溪），连接川东港。全长47.5公里。

## 川东港工程
在国务院批复的《淮河流域防洪规划》、水利部批复的《淮河流域重点平原洼地除涝规划》中确定实施川东港综合治理工程，以提高里下河地区总体防洪排涝能力。工程将拓浚整治车路河经川东港入海，形成里下河地区“下泄”入海的第五大港。